# Jette Bang
Jette Bang (født 4. februar 1914 på Frederiksberg; død 16. februar 1964 i København) var en dansk filminstruktør, fotograf og forfatter, som stod bag en række dokumentarfilm om Grønland. 
Jette Bang blev født i 1914 og voksede op på Christianshavn. Hun blev udlært fotograf i reklamebureauet Jonals Co. og var færdiguddannet i 1935.  
I 1936 rejste hun til Vestgrønland for at fotografere. Under denne og senere grønlandsrejser fremkaldte og arkiverede Jonals Co de filmruller, som Jette Bang sendte ned, og postede tilbagemeldinger og tekniske råd op til hende i Grønland pr. brev eller telegram. 
Hun havde sin debutudstilling med statsminister Th. Stauning som protektor, 6. februar 1937 på Kunstindustrimuseet. 400 fotografier fra rejsen blev udstillet. 27 aviser bragte artikler fra udstillingen om den kvindelige fotograf på 22 år, der rejste alene rundt i Grønland. 
Mellem 1936 og 1962 rejste hun til Grønland syv gange. Det er fra Grønland hovedparten af hendes dokumentariske produktion stammer. 
I 1959 tog hun til Qatar sammen med etnografen Klaus Ferdinand, på en ekspedition arrangeret af den danske arkæolog P.V. Glob. Hun tog her 1.200 fotografier og optog filmen Beduiner.
I alt nåede hun at optage mere end 21 dokumentarfilm, skrive 6 bøger og tage over 11.000 stillfotos i sit liv. Hun bidrog og bidrager fortsat med fotografier og filmklip til mange andres bøger og film. 

## Filmografi
- Den yderste Ø (1937)
- Bogtrykkeri (1938)
- Spredte Træk fra Livet paa Grønland (1938)
- Sælfangst på Isen i Mørketiden (1938)
- Renjagt / Angmassætter (1938)
- Thule I (1938)
- Thule II (1939)
- Transportmidler til søs (1939)
- Grønland Fiskeri I og II (1939)
- Faareavl og Rævestutteri (1939)
- Sommer i Nordgrønland (1939)
- Fuglefjelde (1939)
- Skibsfarten/Bageriet/Butikshandel (1939)
- Brydning af kul, marmor og kryolit i Grønland (1939)
- Telegrafvæsnet, Bogtrykkeri, Landsraadsmøde, Retsmøde, Forsamlingshus, Badeanstalt (1939)
- Vinterliv i Nordgrønland (1939)
- Sundhedsvæsenet (1939)
- Skole og Kirkevæsen I (1939)
- Skole og Kirkevæsen II (1939)
- Sommer over Østgrønland (1939)
- Inuit (1940)
- Ad lange veje (1952)
- Beduiner (1962)
- Ørkenfortet anlægges (1962)
- Trommedans på Østgrønland (1964)
- En boplads i Østgrønland (1969)
- Drum songs (1973)
- Øvelser med krykker og skinnebandager (1950)
- Attaching the skin to a frame-drum (1973)
- Women's drum songs (1973)
- Entertaining scenes (1973)
- Grønlænderliv (ukendt)

## Bøger af Jette Bang
- Bang, Jette (1940). Grønland. Hasselbalch.
- Bang, Jette (1941). 30.000 kilometer med sneglefart. Hasselbalch.
- Bang, Jette (1943). Firlingerne. Naver.
- Bang, Jette (1944). Grønlænderbørn. Naver.
- Bang, Jette; Posthumus, Annie (1955). 30.000 kilometer sledevaart : het gevaarvolle avontuur van een cineaste in het barre Noorden. Den Haag: Stok.
- Bang, Jette (1961). Grønland igen. Spectator-serien (3. oplag udgave). Spectator.